# William Trueheart
Pour les articles homonymes, voir Trueheart.
William Trueheart, né le 18 décembre 1918 à Chester (Virginie) et mort le 24 décembre 1992, est un diplomate américain qui a été ambassadeur des États-Unis au Nigeria de 1969 à 1971 après avoir été ambassadeur des États-Unis par intérim et chargé d'affaires au Sud Viêt Nam de mai à juillet 1963.

## Enfance et éducation
Né le 18 décembre 1918 à Chester, en Virginie, Trueheart est titulaire d'un baccalauréat (1939) et d'une maîtrise en philosophie (1941) de l'université de Virginie.
En octobre 1961, Trueheart occupe le poste de chef de mission adjoint — soit le deuxième diplomate américain par ordre d'importance — à Saigon, au Sud Viêt Nam, au cours de ce qui allait devenir les dernières années du règne du président Ngô Đình Diệm et lors de la constitution initiale de l'assistance militaire américaine au régime Diem dans sa lutte contre le Viet-Cong. Au printemps et à l'été 1963, alors que la crise bouddhiste s'intensifie, l'analyse de la situation politique et militaire par Trueheart diverge de celle de l'ambassadeur Frederick Nolting. Alors que l'ambassadeur est en vacances, Trueheart mets en garde sur la responsabilité éventuelle des États-Unis de continuer à soutenir le gouvernement de Diem au Sud Viêt Nam.

### Contexte historique
En octobre 1955, à la suite d'un référendum frauduleux au cours duquel Diem recueille 98,2% des voix, la république du Vietnam est créée (connue généralement sous le nom de Sud Viêt Nam) au cours de laquelle Diem se déclare président. Trueheart ne semble avoir montré que peu ou pas de foi dans l'autocratie du gouvernement Diem au Sud Viêt Nam et réprimande Diem avec le fait qu'il perdrait le soutien américain si l'oppression à l'encontre des moines bouddhistes se poursuivait. À ce stade, au milieu des années 1960, les médias étaient devenus partie intégrante du compte rendu des nouvelles sur la guerre du Viêt Nam, la plupart des infractions et des incidents étant mis en lumière dans les actualités nationales. La polarisation entre Diem et les bouddhistes s'aggrave le 11 juin 1963, lorsque Thích Quảng Đức s'auto-immole.